# Tmesisternus transversatus
Tmesisternus transversatus es una especie de escarabajo del género Tmesisternus, familia Cerambycidae. Fue descrita científicamente por Breuning en 1939.
Habita en Papúa Nueva Guinea. Esta especie mide 7,5-13 mm.